# 土井利善
土井 利善（どい としよし）は、三河刈谷藩の第8代藩主。刈谷藩土井家11代。

## 経歴
天保元年（1830年）、遠江浜松藩主井上正甫の九男として生まれる。弘化3年（1846年）12月に先代藩主土井利祐が死去したため、弘化4年（1847年）3月に末期養子として家督を継ぎ、4月19日に第12代将軍徳川家慶に拝謁し、12月16日に従五位下・大隅守に叙位・任官する。奏者番に任じられ、その後も文久3年（1863年）1月12日に寺社奉行、5月1日に陸軍奉行と歴任し、6月に江戸城桜田門番に任じられた。早くから西洋式軍隊の優位性を認識し、自藩内で西洋式軍事訓練を行うなど先見性に富んだ譜代大名として幕閣での将来を嘱望されていた。
しかし、もともと井上家から養子に入った上、実子が早世して養子問題などで藩内部で対立が起こり、さらに尊王派の藩士（松本奎堂、宍戸弥四郎）が長州藩士を匿って天誅組の変に中心的人物として参加するなどしたことから、幕府からの圧迫を受け、さらに土井家の本家からも圧力を受けた。失意に落ちた利善は、慶応2年（1866年）7月19日に家督を養子の利教に譲って隠居した。
慶応3年（1867年）3月20日に死去した。享年38。

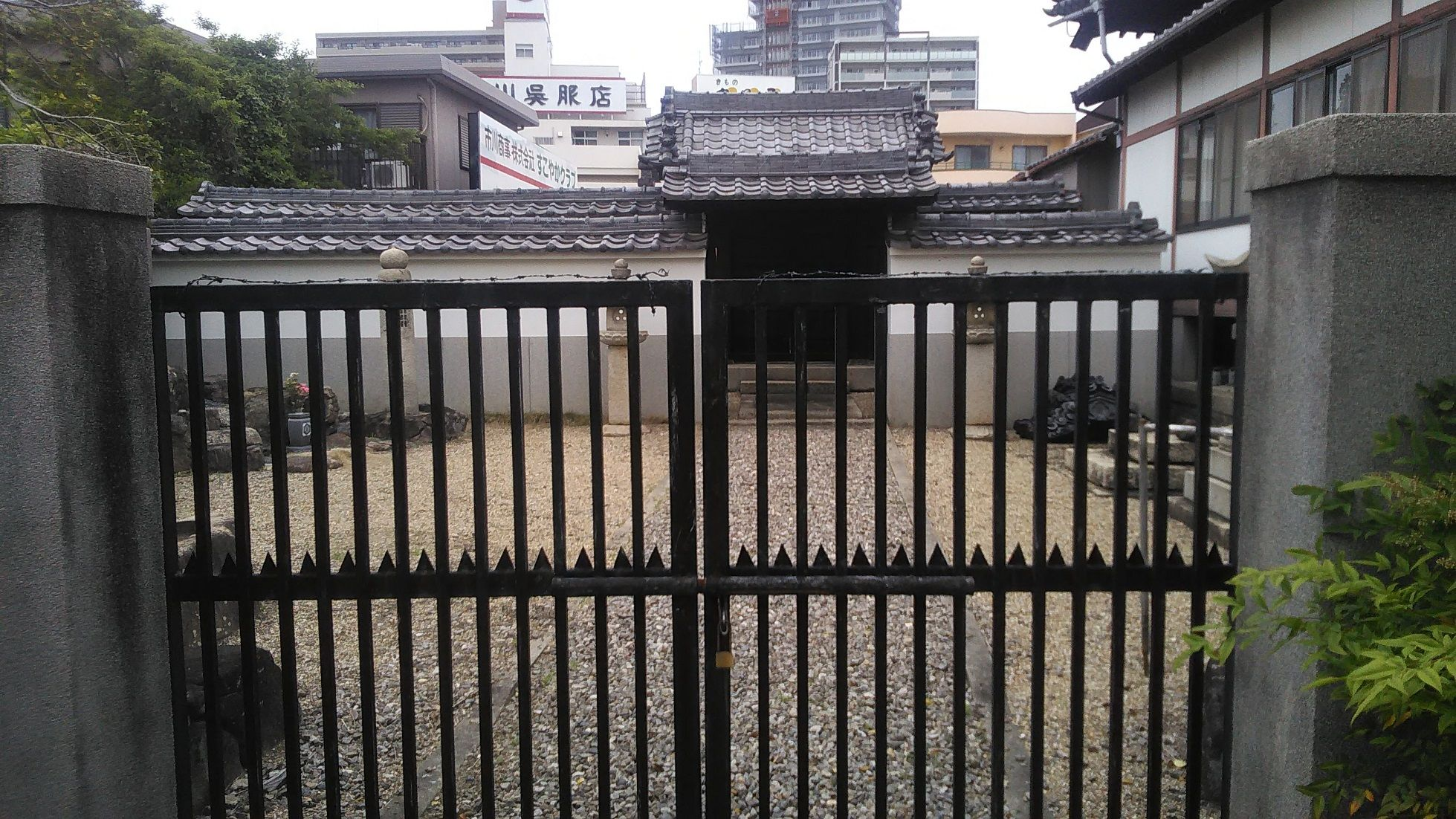
土井家廟所(刈谷市十念寺)

## 系譜
父母
- 井上正甫（実父）
- 土井利祐（養父）

正室
- 錦 - 土井利祐の長女

子女
- 捨若
- 益之助
- 常
- 粉
- 喜久
- 貞 - 南部信方正室
- 甲子太郎
- 谷 - 山口弘達正室

養子
- 土井利教 - 建部政醇の次男